# جامعة بانغور
جامعة بانغور (بالويلزية: Prifysgol Bangor)‏ هي جامعة عامة في بانغور، ويلز. حصلت على ميثاقها الملكي في عام 1885 وكانت واحدة من المؤسسات التأسيسية لجامعة ويلز الفيدرالية. تُعرف رسميًا باسم University College of North Wales (UCNW)، ولاحقًا جامعة ويلز، بانغور (UWB ؛ (بالويلزية: Prifysgol Cymru, Bangor)‏)، في عام 2007 أصبحت جامعة بانغور، مستقلة عن جامعة ويلز.

## تاريخ

### السنوات المبكرة

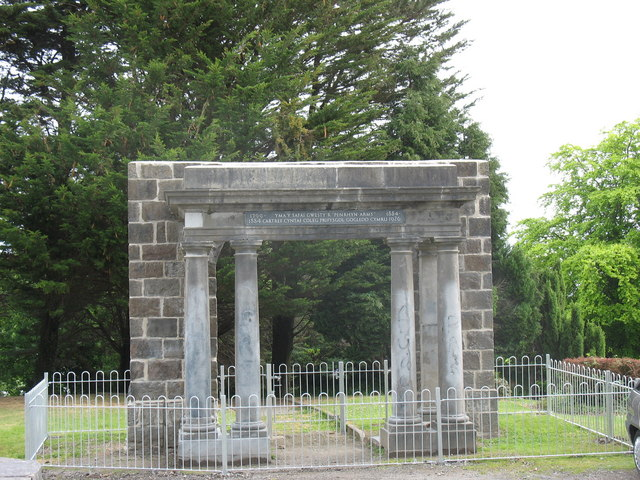
موقع ما قبل عام 1926 للكلية الجامعية في ويلز بانغور

تأسست الجامعة باسم الكلية الجامعية في شمال ويلز (UCNW) في 18 أكتوبر 1884، مع خطاب افتتاحي من قبل إيرل بوويس، أول رئيس للكلية، في قاعة بنرين. ثم كان هناك موكب إلى الكلية بما في ذلك 3000 من عمال المحاجر (قام العمال من محجر بنرين وغيره من المحاجر باكتساب أكثر من 1200 جنيه إسترليني للجامعة). كانت المؤسسة نتيجة لحملة لتحسين توفير التعليم العالي في ويلز والتي تضمنت بعض التنافس بين المدن في شمال ويلز حول موقع الكلية الجديدة.
تأسست الكلية بموجب الميثاق الملكي عام 1885. حصل طلابها على درجات علمية من جامعة لندن حتى عام 1893، عندما أصبحت الكلية الجامعية في شمال ويلز المؤسسة التأسيسية التأسيسية لجامعة ويلز الفيدرالية.
خلال الحرب العالمية الثانية، تم تخزين لوحات من المعارض الفنية الوطنية في قاعة بريتشارد-جونز في الكلية الجامعية في شمال ويلز لحمايتها من قصف العدو. تم نقلهم لاحقًا إلى مناجم استخراج الأردواز. تم إجلاء طلاب من كلية لندن الجامعية لمواصلة دراستهم في بيئة أكثر أمانًا في بانغور.

### ما بعد الحرب
خلال الستينات، شاركت الجامعة في التوسع العام للتعليم العالي في المملكة المتحدة بعد تقرير روبنز، مع عدد من الأقسام الجديدة والمباني الجديدة. في 22 نوفمبر 1965، أثناء إنشاء ملحق لقسم الهندسة الإلكترونية في شارع دين، انهارت رافعة على المبنى. ضرب الثقل الموازن الذي يزن ثلاثة أطنان قاعة المحاضرات بالطابق الثاني في المبنى الأصلي بحوالي ثلاثين دقيقة قبل أن يشغلها حوالي 80 طالبًا في السنة الأولى. ذهب الثقل الموازن إلى الطابق الأرضي.
في عام 1967، كانت كلية بانغور نورمال، التي أصبحت الآن جزءًا من الجامعة، مكانًا لإلقاء محاضرات حول التأمل التجاوزي لمهاريشي ماهيش يوغي حيث سمع فريق البيتلز بوفاة مديرهم، بريان إبستين.
ركزت الاحتجاجات الطلابية في الجامعة في السبعينات بشكل أساسي على الدعوات لتوسيع دور اللغة الويلزية. كان الطلاب الراديكاليون يزعجون المحاضرات التي تُعقد باللغة الإنجليزية ويرسمون شعارات باللغة الويلزية على جدران المبنى الرئيسي، مما يؤدي إلى عدد من الإيقافات لهؤلاء النشطاء. في أوائل الثمانينات، فكرت حكومة تاتشر بإغلاق المؤسسة. في هذا الوقت تقريبًا، بدأ التفكير في عمليات الاندماج مع كليتي تعليم في بانغور: كلية سانت ماري، وهي كلية للنساء اللواتي يدرسن ليصبحن معلمات، وكلية نورمال كوليج الأكبر والأقدم. تم الانتهاء من اندماج كلية سانت ماري في الجامعة في عام 1977، ولكن الاندماج مع نورمال كوليج فشل في السبعينات ولم يكتمل حتى عام 1996.

### تغيير الاسم
تم تغيير الاسم عام 2007 إلى جامعة بانغور، أو بريفيسجول بانغور في ويلز، بتحريض من الجامعة بعد قرار جامعة ويلز بالتغيير من جامعة اتحادية إلى منظمة كونفدرالية غير عضوية، ومنح صلاحيات منح الدرجات العلمية لجامعة بانغور نفسها. نتيجة لذلك، حصل كل طالب بدأ بعد عام 2009 على شهادة من جامعة بانغور، بينما كان لدى أي طالب بدأ قبل عام 2009 خيار الحصول على شهادة جامعية من جامعة بانغور أو جامعة ويلز بانغور.

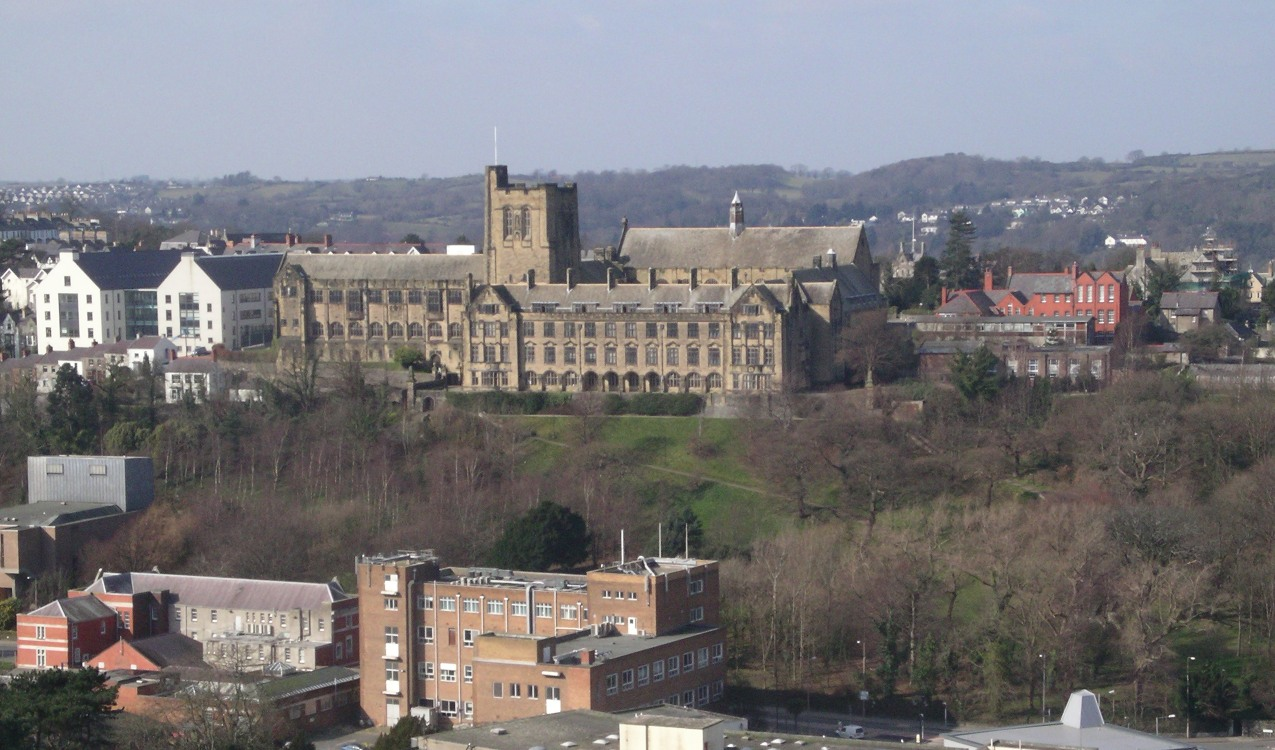
الفنون الرئيسية ومباني جامعة بانغور الأخرى من جبل بانغور

### التطورات والمشاكل الأخيرة
تحت قيادة جون هيوز كنائب للمستشار (2010-18)، كان هناك عدد من التطورات الجديدة بما في ذلك افتتاح قرية سانت ماري للطلاب، وأول تعاون على الإطلاق بين ويلز والصين لإنشاء كلية جديدة، والتي تضمنت جامعة بانغور والجامعة المركزية الجنوبية للغابات والتكنولوجيا (CSUFT).
في عام 2014، حصل هيوز على قرض بقيمة 45 مليون جنيه إسترليني من بنك الاستثمار الأوروبي، لمساعدة الجامعة في تطوير إستراتيجيتها العقارية. في عام 2016، افتتحت الجامعة مركز مارين في ويلز، وهو مبنى بقيمة 5.5 مليون جنيه إسترليني في موقع الحرم الجامعي لعلوم المحيطات في ميناي بريدج، والذي تم تمويله كجزء من مشروع سيكام بقيمة 25 مليون جنيه إسترليني، وتم تمويله جزئيًا من خلال المنطقة الأوروبية الإقليمية صندوق التنمية (ERDF).
في مايو 2017، أصبحت بانغور رابع جامعة ويلزية تقوم بمراجعة قاعدة تكاليفها بهدف توفير 8.5 مليون جنيه إسترليني. استجابت الجامعة وقدمت عددًا من إجراءات التوفير في التكاليف بما في ذلك إعادة تنظيم هيكل الكليات والمدارس وإدخال نظام الفصل الطوعي، وتم تقليل عدد حالات التسريح الإجباري من التقدير الأولي البالغ 170. في مواجهة تحدياتها المالية، أعادت جامعة بانغور أيضًا تنظيم بعض المجالات الدراسية في عام 2017، والتي تضمنت تقديم طرق جديدة لتنسيق وتقديم برامج تعليم الكبار ودرجات الدوام الجزئي، والاستمرار في تدريس علم الآثار، ولكن إيقاف دورة الشرف الفردية، والعمل مع مجموعة لاندريلو ميناي للمصادقة على درجة البكالوريوس في الفنون الجميلة.
من بين القضايا الأخرى التي جذبت تعليقات وسائل الإعلام المعاكسة، تجاوز التكلفة وتأخير افتتاح مركز بونتيو للفنون والابتكار في عام 2016، الموعد من زوجة هيوز آنذاك إلى منصب إداري كبير تم إنشاؤه حديثًا، شراء وتجديد منزل لنائب رئيس الجامعة (بتكلفة 750 ألف جنيه إسترليني للمؤسسة)، نفقات بعض كبار الموظفين، والتباين بين رواتب الإدارة العليا ومكافآت الموظفين العاملين بعقود صفرية. في عام 2016، تلقى هيوز زيادة في الأجور بنسبة 7.5% وأكدت الجامعة أن هذه كانت أول زيادة تلقاها نائب رئيس الجامعة من لجنة المكافآت بالجامعة (التي كان هيوز نفسه عضوًا فيها) منذ تعيينه في عام 2010، على الرغم من أنه سيفعل ذلك. لا يزالون يتلقون زيادة سنوية في الراتب.
منذ استحواذ هيوز في عام 2010، عندما حققت جامعة بانغور ربحًا قدره 4.2 مليون جنيه إسترليني، حتى عام 2017، ارتفع الدخل الاسمي للجامعة بنسبة 12 في المائة، لكن نفقاتها بنسبة 19 في المائة مع فوائد الجامعة وتكاليف التمويل (على الرغم من معدلات الفائدة المنخفضة للغاية) بنسبة 747 في المائة. في 2017/18، اضطرت الجامعة إلى إنفاق 10 ملايين جنيه إسترليني على مدفوعات الفوائد على ديونها. في الفترة من 2013/2014 إلى 2017/18، خفضت جامعة بانغور أعداد الموظفين من 1777.7 إلى 1608 معادل دوام كامل (ناقص 9.5 في المائة). خلال نفس الفترة، ارتفع عدد الطلاب من 10.646 إلى 11.156 (بالإضافة إلى 4.8 في المائة)، مما أدى إلى زيادة الدخل من رسوم الطلاب. في أوائل عام 2019، انتقد محاسب درس الشؤون المالية للجامعة نيابة عن نقابة العمال أن الأرقام تشير إلى تحويل الإنفاق من تكاليف الموظفين إلى تمويل مشاريع البناء.
عندما تم الكشف عن أزمة مالية جديدة بالإضافة إلى مزاعم التحرش العنصري والجنسي من هيوز ضد زوجته السابقة في أواخر عام 2018، وأثار الإغلاق المعلن لقسم الكيمياء والتخفيضات الجديدة للموظفين لتوفير 5 ملايين جنيه إسترليني احتجاجًا على الطلاب، أعلنت جامعة بانغور استقالة هيوز. بحلول ديسمبر 2018، قبل ثمانية أشهر من تقاعده العادي.
بين عامي 2017 و2019، خضعت الجامعة لثلاث جولات من التخفيضات في عدد الموظفين. أدى انعدام الأمن الوظيفي وكذلك تدهور ظروف العمل وحزم المعاشات التقاعدية إلى إضرابات عديدة لموظفي الجامعة. في يونيو 2019، أطلقت الجامعة خطة لتركيز عقاراتها غير السكنية على حرم جامعي واحد في بانغور (مواقع طريق دينيول وطريق الكلية) والتخلص من بعض المواقع الرئيسية، ما مجموعه 25 في المائة من التركة.
في سبتمبر 2020، أعلنت الجامعة عن جولة جديدة من التخفيضات لسد فجوة قدرها 13 مليون جنيه إسترليني في الميزانية، قائلة إن 200 وظيفة أخرى (بما في ذلك 80 وظيفة أكاديمية) معرضة للخطر. كما تم الإعلان عن عملية إعادة تنظيم أخرى لهيكل الكليات والمدارس بالجامعة. وبناءً على ذلك، وافق الموظفون على اقتراح بحجب الثقة عن إدارة الجامعة.

## الحرم الجامعي والمباني
تحتل الجامعة نسبة كبيرة من بانغور ولديها أيضًا جزء من كلية علوم الرعاية الصحية في ريكسهام.

### مبنى الفنون

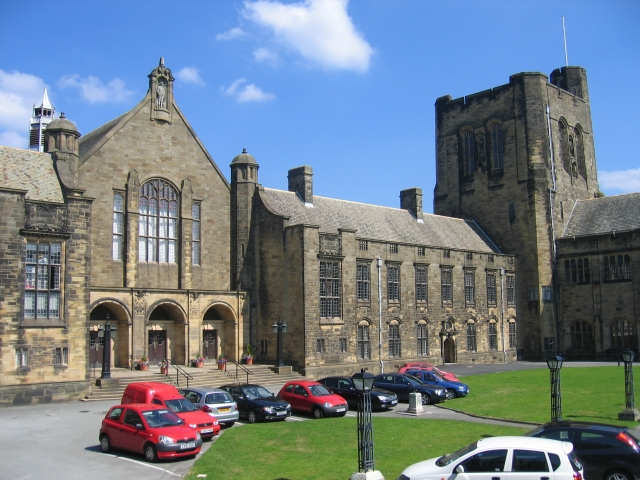
رباعي الزوايا في مبنى الكلية الرئيسي على طريق الكلية

كان مقر الجامعة في الأصل في نزل تدريب قديم، فندق بنرين آرمز، والذي كان يضم 58 طالبًا و12 هيئة تدريس. في عام 1911 انتقل إلى مبنى جديد أكبر بكثير، وهو الآن الجزء القديم من مبنى الفنون الرئيسية. تم وضع حجر الأساس لهذا المبنى، الذي صممه هنري هير، من قبل الملك إدوارد السابع في 9 يوليو 1907، وافتتحه الملك جورج الخامس رسميًا في عام 1911. المبنى الأيقوني، الذي يحتل موقعًا مرئيًا للغاية يطل على بانغور، أعطى الكلية لقبها الويلزي Y Coleg ar y Bryn («الكلية على التل»). تضمنت قاعة بريتشارد-جونز الكبيرة، التي سميت على اسم السير بريتشارد-جونز، وهو رجل محلي أصبح شريكًا في متجر ديكينز جونز في لندن، وكان من المستفيدين الأساسيين للمبنى. أصبح بناء من الدرجة الأولى المدرجة بناء في عام 1949.
تم الانتهاء من التوسعة الحديثة في عام 1969. يُعرف هذا الآن باسم مبنى الفنون الرئيسية.

### قاعات السكن
كانت قاعة جامعة ريدبريك، التي بُنيت على طراز الملكة آن، أول مبنى كبير. تم افتتاحه عام 1897. كان من المقرر أن يصبح هذا المبنى قاعة اللغة الويلزية (جون موريس جونز) في عام 1974، وأخذ اسمه تكريما للبروفيسور جون موريس جونز.
تم تصميم المبنى على الطراز الجورجي الجديد من قبل المهندس المعماري بيرسي توماس وافتتح في عام 1942 كنزل للطلاب الذكور.
الإقامة مضمونة لجميع طلاب السنة الأولى الجامعيين في بانغور. هناك حوالي 3000 غرفة متوفرة في قاعات الإقامة، وتقع جميع أماكن الإقامة على مسافة قريبة من الجامعة. هناك ثلاثة مواقع سكنية قيد الاستخدام حاليًا: قرية فريديديد وقرية سانت ماري ونواد جارث.

### اتحاد الطلبة

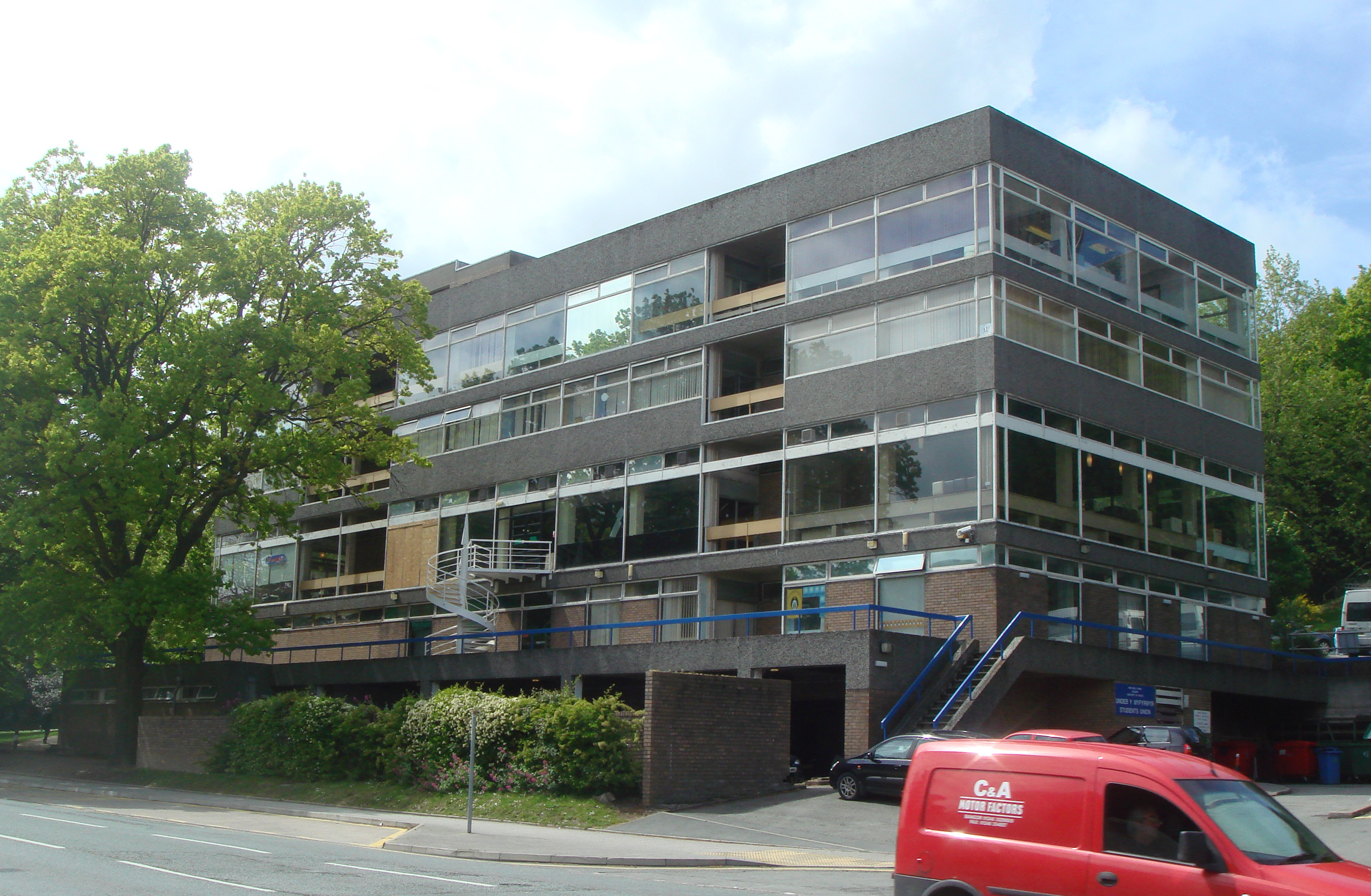
مبنى اتحاد الطلاب السابق من طريق دينيول

أوندب بانغور هو اتحاد طلاب جامعة بانغور وتم نقله إلى مركز الفنون والابتكار الجديد، بونتيو، في عام 2016. يشتمل بونتيو على مسرح وسينما واستوديو مسرح ومرافق اجتماعية.
يقع مبنى اتحاد الطلاب السابق على طريق دينيول. تم بناء قاعة الطعام والصالة المنحنية في عام 1963 وأضيف المبنى الإداري الرئيسي في عام 1969. كان المبنى معروفًا باسم ستيف بيكو هاوس من السبعينات إلى أوائل التسعينات، بعد ستيف بيكو. تم تجديد المباني في عام 1997 لإنشاء ملهى ليلي بسعة 1100 شخص، حيث كانت قاعة الطعام السابقة. بدأ هدم مباني الاتحاد والمسرح جوينيد في يوليو 2010.
عندما تم هدم مبنى اتحاد الطلاب الأصلي، تم نقل اتحاد الطلاب إلى أوزوالدز في شارع فيكتوريا، قبل أن يعود إلى موقعه الأصلي على طريق دينيول في عام 2016.

## الملف الأكاديمي

### الأبحاث
تم تعزيز الخبرة البحثية للجامعة في مجالات علم المواد والنمذجة التنبؤية خلال عام 2017 من خلال التعاون مع إمبريال كوليدج لندن وتشكيل معهد المستقبل النووي في بانغور بمنح تمويل قدره 6.5 مليون جنيه إسترليني في إطار حكومة ويلز. برنامج سيمرو (بالإنجليزية: Cymru)‏.
تم الانتهاء من حديقة العلوم المملوكة للجامعة بقيمة 20 مليون جنيه إسترليني في مارس 2018، والتي ستدعم تطوير قطاع الطاقة منخفض الكربون في المنطقة.

### الترتيب
أقر إطار التميز البحثي لعام 2014 أن أكثر من ثلاثة أرباع أبحاث بانغور إما رائدة عالميًا أو ممتازة دوليًا. بناءً على تقديم الجامعة لـ 14 وحدة تقييم، تم تصنيف 77% من الأبحاث في أعلى مستويين من جودة البحث، متقدمًا على المتوسط لجميع جامعات المملكة المتحدة.
في عام 2017، أصبحت جامعة بانغور الجامعة الوحيدة في ويلز التي حصلت على تصنيف «ذهبي» من قبل إطار عمل التميز التعليمي الجديد (TEF) مما يعني أن الجامعة تعتبر من أعلى مستويات الجودة الموجودة في المملكة المتحدة، حيث تقدم «تعليمًا متميزًا باستمرار، التعلم والنتائج لطلابها».
في السنوات الأخيرة، تم تصنيف الجامعة بدرجة عالية من قبل طلابها في استبيانين مستقلين لآراء الطلاب. في الاستطلاع الوطني للطلاب، تم تصنيف الجامعة باستمرار في مرتبة عالية داخل ويلز وفي قطاع التعليم العالي في المملكة المتحدة. في عام 2017، وضع طلاب جامعة بانغور الجامعة في المرتبة الثامنة بين جامعات المملكة المتحدة غير المتخصصة والثانية بين جامعات ويلز. 
للسنة الثانية على التوالي، حصلت بانغور على جائزة أفضل جامعة في المملكة المتحدة للأندية والجمعيات في حفل جوائز واتيوني لاختيار الطلاب لعام 2018. كما استعاد جائزة أفضل سكن للطلاب التي فازوا بها في الأصل عام 2016. كما احتلت الجامعة المرتبة الثانية بشكل عام في «الدورات والمحاضرين» واحتلت المركز الثالث في فئة «جامعة العام». تستند ترشيحات جوائز ولتيوني إلى آراء طلاب الجامعة. هذه هي السنة الرابعة على التوالي التي تفوز فيها جامعة بانغور بجائزة واتيوني الوطنية. 

## الحياة الطلابية

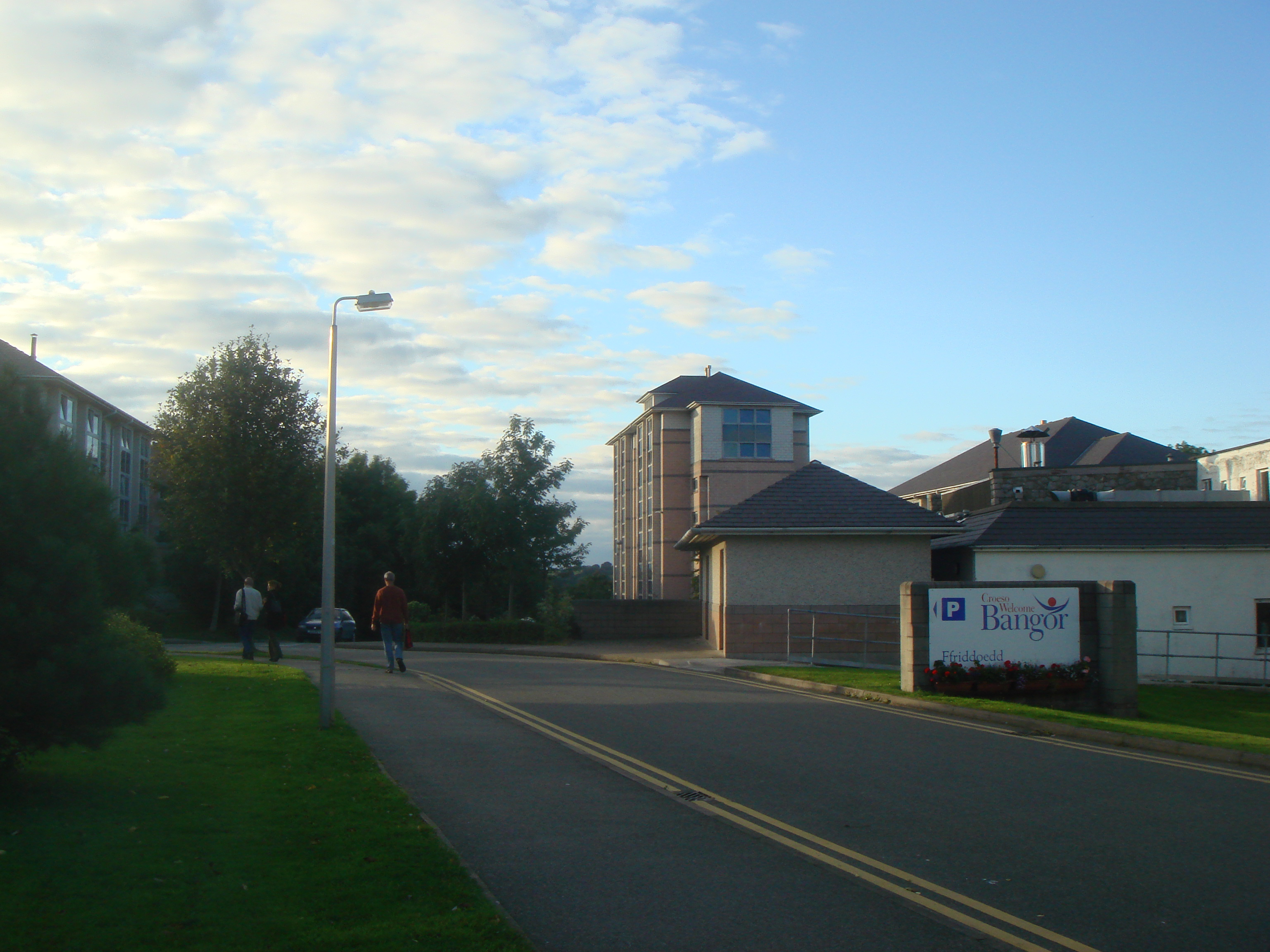
مدخل موقع قاعات الإقامة "Ffriddoedd" في جامعة بانجور، بانجور غويند، ويلز.

### اتحاد الطلبة
يقدم اتحاد الطلاب الخدمات والدعم والأنشطة والترفيه للطلاب. يصبح جميع طلاب جامعة بانغور تلقائيًا أعضاء في اتحاد الطلاب ما لم يختاروا الانسحاب. كما هو الحال مع معظم اتحادات الطلاب، إن لم يكن جميعها، يتم إجراء انتخابات سنوية يتم فيها انتخاب عدد من مسؤولي التفرغ. هؤلاء الضباط المتفرغون مسؤولون عن تصرفات وقرارات الاتحاد، وغالبًا ما يعملون عن كثب مع أعضاء المجلس التمثيلي للطلاب والمجالس الأخرى.
في يناير 2016، انتقل اتحاد طلاب بانغور إلى مركز بونتيو الجديد للفنون والابتكار، طريق دينيول، بانغور. يوفر مركز الطلاب الجديد للطلاب رياضة ومجتمعات مجانية، فضلاً عن فرصة أن يصبحوا ممثلين للدورة التدريبية.

#### التطوع
يوفر اتحاد الطلاب أكثر من 600 فرصة تطوع في 35 مشروعًا مجتمعيًا، مما يساهم بإجمالي 600 ساعة للتطوع كل أسبوع.
هناك تقليد طويل من تطوع الطلاب في بانغور. تُفصِّل أقدم السجلات المتاحة تنظيم حفل شاي للمسنين المحليين في عام 1952. يستمر مشروع حفل الشاي في العمل حتى يومنا هذا وهو أقدم مشروع في الجامعة.
في أكتوبر 2012، تم منح الجامعة جائزة الملكة للخدمة التطوعية.

### النوادي والجمعيات
هناك أكثر من 90 جمعية وأكثر من 50 ناديًا رياضيًا، بدءًا من الجمعيات الأكاديمية إلى كل رياضة يمكن تخيلها تقريبًا. تشمل الأندية الرياضية البارزة جامعة بانغور (كرة القدم) ونادي جامعة بانغور للتجديف.

## الشخصيات البارزة المرتبطة بجامعة بانغور

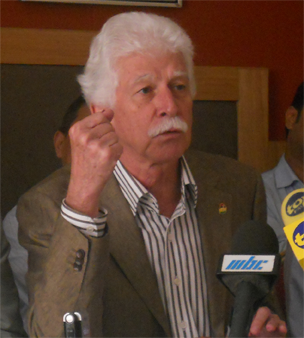
بول برينجر [الإنجليزية]
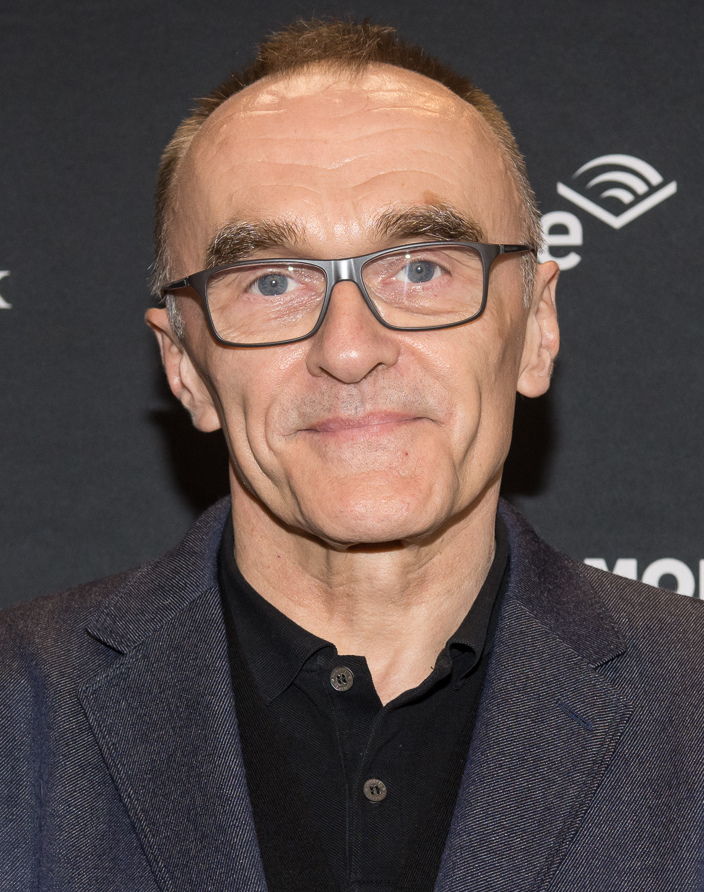
داني بويل
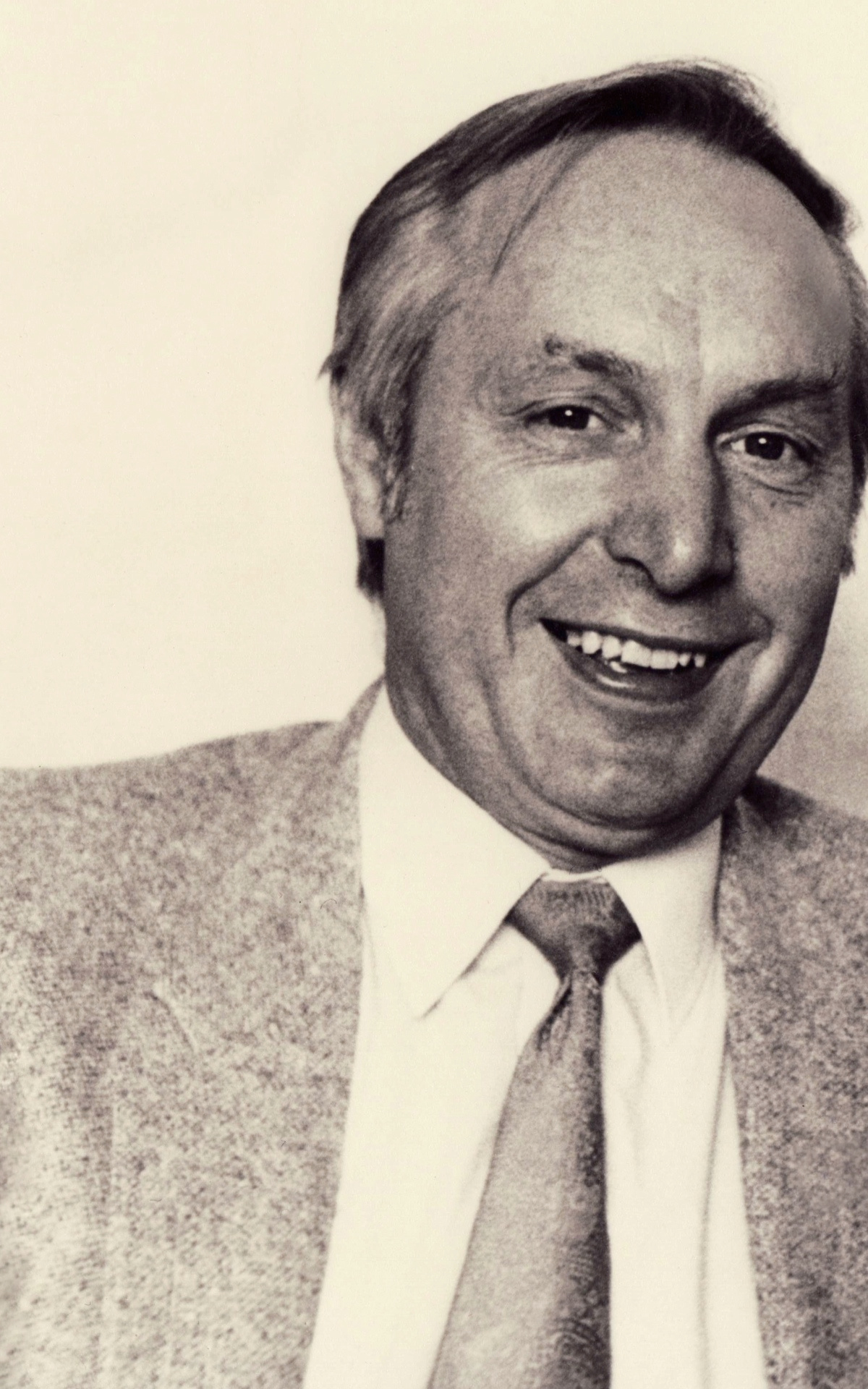
توم باري جونز
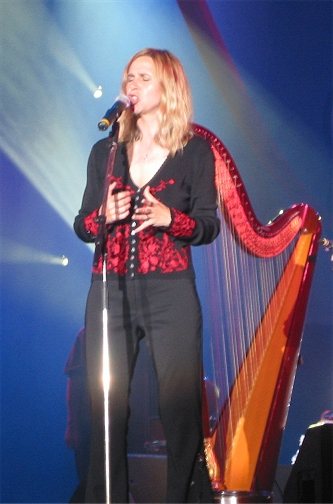
سيان جيمس
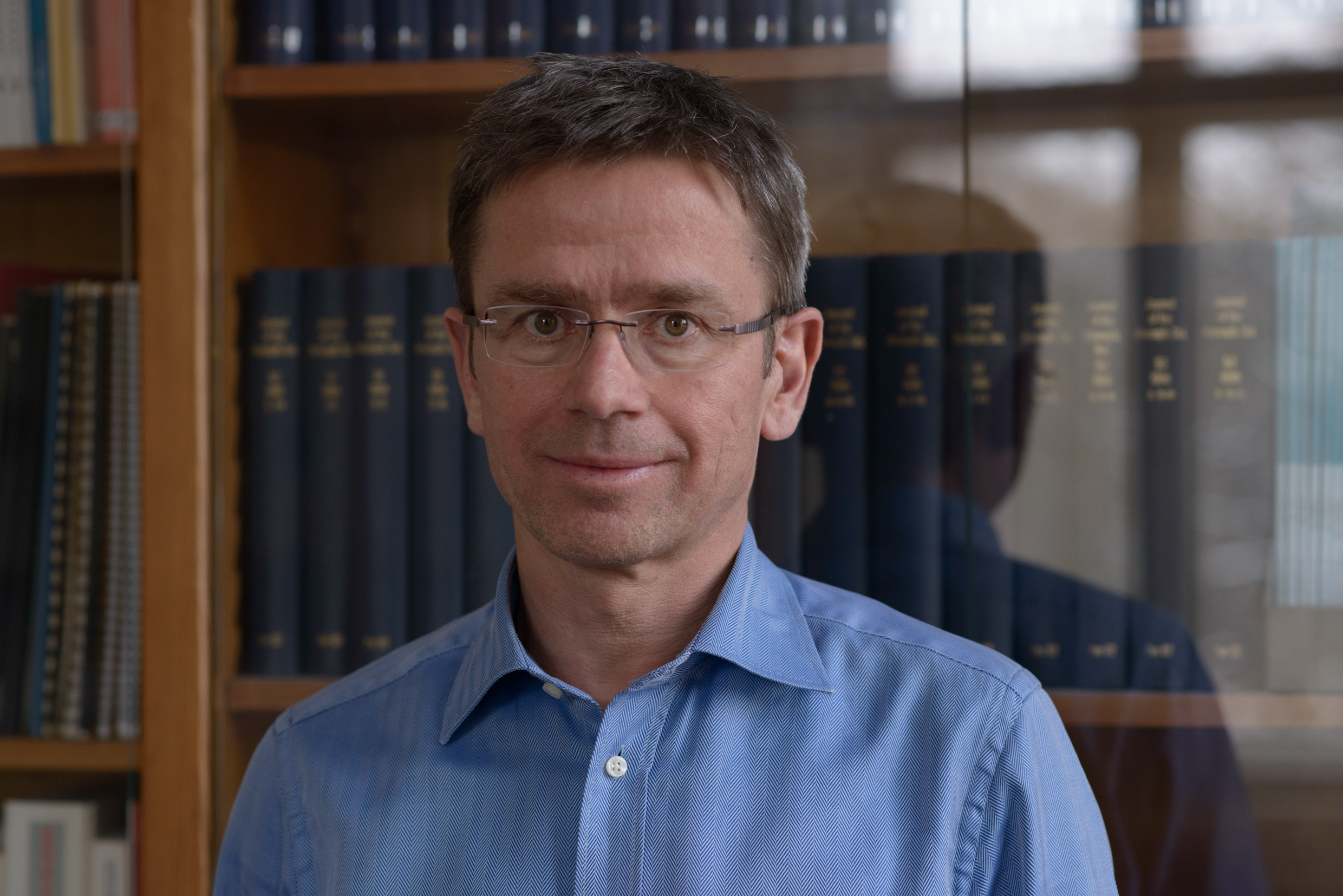
ستيفان رامستورف

### الرؤساء
- إدوارد هربرت، إيرل بووي الثالث، 1884–1891
- وليام راثبون 1891-1900
- لويد تيريل كينيون، بارون كينيون الرابع 1900-1927
- هربرت جلادستون، أول فيكونت جلادستون 1927-1935
- اللورد هوارد دي والدن 1935-1940
- ويليام أورمسبي جور، بارون هارليك الرابع 1940-1945
- تشارلز باجيت، مركيز أنجلسي السادس 1945-1947
- لويد تيريل كينيون، البارون كينيون الخامس 1947-1982
- وليام مارس-جونز 1982-1995
- كليدوين هيوز 1995-2000
- دافيد إليس توماس 2000-2017[3]
- جورج ميريك 2017 حتى الوقت الحاضر[93]

### نواب المستشارين
يوجد بالجامعة سبعة مديرين / نواب رئيس:
- هنري رايشيل، مدير عام 1884-1927
- ديفيد إمريس إيفانز، مدير المدرسة 1927-1958
- تشارلز إيفانز، المدير 1958-1984
- إريك سندرلاند، مدير المدرسة ونائب المستشار 1984-1995
- روي إيفانز، نائب المستشار 1995-2004
- ميرفين جونز، نائبة المستشار، 2004-2010
- جون جي هيوز، نائب المستشار 2010-2018[3]
- جراهام أبتون، نائب المستشار 2018-2019
- إيوان ديفيز، نائب رئيس الجامعة 2019 حتى الآن

### أكاديميون بارزون
- رونالد براون، عالم رياضيات إنجليزي معروف بعمله في الطوبولوجيا الجبرية
- طوني كونران، شاعر ومترجم، قارئ باللغة الإنجليزية ومُدرّس حتى عام 1983
- ديفيد كريستال، عالم لغوي ومؤلف، أستاذ فخري في اللسانيات
- إسرائيل دوستروفسكي (1918-2010)، كيميائي فيزيائي إسرائيلي روسي (أوكرانيا)، الرئيس الخامس لمعهد وايزمان للعلوم
- جون إل هاربر، عالم أحياء، عالم بيئة، عالم وعالم بريطاني، 1925-2009
- رايموند كارل، عالم آثار، 2003-2020
- بيدوير لويس جونز، عالم
- وليام ماتياس، ملحن، أستاذ موسيقى سابق
- جون موريس جونز، رائد قواعد اللغة الويلزية، محرر، شاعر وناقد أدبي
- جوتو بو، ملحن ويلزي
- دنكان تانر، مؤرخ حزب العمل، 1989-2010
- جون ميوريج توماس، قسم الكيمياء
- جوين توماس، عالم وشاعر ويلزي
- مارغريت ثرال، لاهوت ويلز وكاهن أنجليكاني

### خريجون متميزون
- داني بويل، مخرج ومنتج سينمائي، تخرج في اللغة الإنجليزية والدراما
- بول برينغر، رئيس وزراء موريشيوس[94]
- مارتن جيه بول، أستاذ أمراض النطق واللغة بجامعة لينشوبينج، السويد.
- فرانسيس باربر، ممثلة
- ريتشارد برونستروم، رئيس شرطة شمال ويلز[95]
- جوردون كونواي، رئيس الجمعية الجغرافية الملكية، ونائب رئيس جامعة ساسكس[96]
- بول آلان كوكس، عالم النبات العرقي
- كولين إيبورن، كيميائي
- روبرت جي إدواردز، عالم وظائف الأعضاء ورائد في الطب الإنجابي، فاز بجائزة نوبل 2010 في علم وظائف الأعضاء أو الطب.[97]
- جون إيفانز، مخرج
- بيل فاي، مغني / موسيقي وفنان تسجيل
- ريمون جارليك، شاعر ومحرر
- توني جيلام، موسيقي وكاتب
- ماري ديليس جلين، أخصائية أمراض النبات
- جوين أب جويليم، شاعر
- لوري جويليم، منتج تلفزيوني وإذاعي
- تيم هينز، منتج بي بي سي
- جوليان هيبرد، عالم نبات، سمته الطبيعة كواحد من «خمسة باحثين في مجال المحاصيل يمكنهم تغيير العالم»
- سيان جيمس، مغني وموسيقي تقليدي / شعبي
- آن كلويد، النائب العمالي 1984-2019
- اينير جونز، شاعر
- كاثي جونز، كاهنة أنجليكانية وعميدة بانغور
- مارثا إليزابيث نيوتن، عالم الأحياء وعلم الخلايا
- جون اوجوين، ممثل
- ر. ويليامز باري، شاعر
- توم باري جونز، عالم، طور أول محلل تنفس إلكتروني محمول
- مموسي ميمان، سياسي من جنوب إفريقيا
- بيثاني سي مورو، مؤلف
- ستيفان رامستورف، أستاذ فيزياء المحيطات بجامعة بوتسدام.[98]
- ديريك راتكليف، عالم النبات، عالم الحيوان والمحافظة على الطبيعة
- هوارد رايلي، عازف بيانو وموسيقى الجاز
- غاريث روبرتس، عالم فيزياء ومسؤول جامعي
- كيت روبرتس، كاتبة
- آندي رولي، منتج تلفزيوني
- جون سيشنز، ممثل
- جوين توماس، شاعر وأكاديمي، شاعر ويلز الوطني
- رونالد توماس، شاعر وكاهن أنجليكاني
- ديريك طومسون، شاعر غيلي اسكتلندي وناشر وأكاديمي وكاتب
- تيم ويلر، نائب رئيس جامعة تشيستر
- روجر ويتاكر، موسيقي
- بيل ويجين، النائب المحافظ عن لومينستر
- غاريث ويليامز، موظف المخابرات السرية
- إيفور ويليامز، مؤرخ ومحرر للأدب الويلزي
- هربرت ويلسون، الفيزيائي الذي عمل على بنية الحمض النووي

### الخريجون الخياليون
- التحقت شخصية عنوان رواية هيلين فيلدنج عام 1996 يوميات بريدجيت جونز بجامعة بانغور.

## روابط خارجية
- جامعة بانغور - الموقع الرسمي
- اتحاد طلاب جامعة بانغور (UNDEB)
- إرث نائب رئيس جامعة بانغور جون جي هيوز (2010-18)